# Sincholata dicera
Sincholata dicera är en insektsart som beskrevs av Delong 1982. Sincholata dicera ingår i släktet Sincholata och familjen dvärgstritar. Inga underarter finns listade i Catalogue of Life.